# Konradsreuth
Konradsreuth là một đô thị ở huyện Hof bang Bavaria thuộc nước Đức.